# Westown
Westown  est une banlieue de la cité de New Plymouth, située dans l’ouest de l’île du Nord de la Nouvelle-Zélande.

## Situation
Elle est localisée dans le sud-ouest du centre de la cité et à l’ouest de la banlieue de Frankleigh Park.

## Population
Selon le  recensement de 2013 en Nouvelle-Zélande, Westown a une population de 3 414 habitants, en augmentation de 15 personnes depuis le recensement de 2006.

## Installations
L’établissement de l’Hôpital de Taranaki (en) siège entre les banlieues de Westown et Lynmouth.

## Éducation
- Le  collège du Francis Douglas Memorial (en) est une école secondaire pour garçon (allant de l’année 7 à 13) avec un effectif de 786 élèves en mars 2020[2]. C’est une école catholique intégrée au public, fondée en 1959[3].

- L’école de Westown School est une école mixte, contribuant au primaire (allant de l’année 1 à 6) avec un effectif de 103 élèves en mars 2020[4].L’école a célébré son 75 é jubilé en 2000[5].

## Autres lectures

### Églises

#### Églises de la communauté
- W. L. Richdale, Fifty eventful years: history of the Westown Community Church of Christ, Life & Advent, New Plymouth, [Nouvelle-Zélande], The Church, 1987

#### Églises méthodistes
- Henry R. Wright, Methodism in Westown: the first fifty years, New Plymouth, [Nouvelle-Zélande], St Luke’s Church Anniversary Committee?, 1974

### Ecoles
- Westown School 75th jubilee, Easter 2000, New Plymouth, [Nouvelle-Zélande], Westown, 2000
- Denis (comp.) Gracia, 50th jubilee of Westown Primary School, 1925-1975, New Plymouth, [Nouvelle-Zélande], Westown School Jubilee Committee [1975] ; Taranaki Newspapers, 1975